# Collectif socialiste de patients
Pour les articles homonymes, voir SPK.
Le Collectif socialiste de patients (en allemand Sozialistisches Patientenkollektiv, plus connu sous le sigle SPK) est une organisation d'inspiration marxiste des patients psychiatriques de la polyclinique de l'université de Heidelberg, en république fédérale d'Allemagne, et fondée par le docteur Wolfgang Huber. Le collectif est actif en 1970 et 1971. Il combattait la médecine et les médecins en tant qu'ennemis de classe et voyait dans le capitalisme la cause des maladies. Le but du collectif était d'utiliser la maladie comme une arme contre la société capitaliste.